# Ed Barge
Edward John Barge, detto Ed (Santa Clara, 10 agosto 1910 – Woodland Hills, 29 settembre 1991), è stato un animatore statunitense.

## Biografia
Ed Barge nacque a Santa Clara (California) il 10 agosto 1910 da Alfred Edward e Margaret G. Barge. Nel 1916 la famiglia si trasferì a Bakersfield, dove suo padre era impiegato presso l'Atchison, Topeka and Santa Fe Railway e la Pacific Western Oil Co. prima di ritirarsi nel 1954. Era il secondo di sei figli; suo fratello Henry era un fotografo per il Bakersfield Californian. Barge frequentò la St. Francis Parochial School e il liceo a Bakersfield, dove fu una star di pallacanestro e baseball. Egli viveva ancora a Bakersfield nel luglio 1936 e stava diventando noto per i suoi dipinti di paesaggi. Sposò Alice Davis a Beverly Hills il 6 aprile 1939.
Iniziò la sua carriera presso lo studio di Harman e Ising, che chiuse ad agosto 1937 quando Fred Quimby razziò un certo numero dei suoi membri chiave del personale per formare lo studio di animazione della Metro-Goldwyn-Mayer. Barge lavorò presso la MGM come assistente animatore e ricevette il suo primo credito sullo schermo come animatore di Innertube Antics (1944), diretto da George Gordon. L'unità di Gordon era stata sciolta l'anno prima, e a quel punto Barge venne collocato nell'unità di William Hanna e Joseph Barbera che produsse i corti della serie Tom & Jerry. Barge rimase fino alla chiusura dello studio nel 1957.
Hanna e Barbera aprirono il loro studio quello stesso anno e assunsero Barge nel 1965 per il film Un uomo chiamato Flintstone - Intrigo a Bedrock. Barge rimase alla Hanna-Barbera fino al pensionamento nel 1982. Morì il 29 settembre 1991, all'età di 81 anni, a Woodland Hills (Los Angeles).